# Републикански път III-621
Републикански път IIІ-621 е третокласен път, част от Републиканската пътна мрежа на България, преминаващ изцяло по територията на област Кюстендил. Дължината му е 8,7 км.
Пътят се отклонява наляво при 15,1 км на Републикански път II-62 в североизточната част на село Невестино и се насочва на северозапад през Кюстендилската котловина, покрай левия бряг на река Струма. След 4 км завива на север, минава през село Катрище и достига до село Горна Гращица, като в източната му част се съединява с Републикански път III-602 при неговия 5,2 км.
| Пътища, отклоняващи се надясно (населено място, № на пътя, посока на пътя)    | Км  | Пътища, отклоняващи се наляво (посока на пътя, № на пътя, населено място) |
| ----------------------------------------------------------------------------- | --- | ------------------------------------------------------------------------- |
| Община Невестино, II-62, 15,1 км, с. Невестино ← (за с. Лиляч) общински път ← | 0,0 | ← с. Невестино, 15,1 км, II-62, Община Невестино .                        |
| Община Кюстендил                                                              | 1,4 | Община Кюстендил                                                          |
| (за с. Таваличево) общински път, с. Катрище ←                                 | 5,9 | с. Катрище                                                                |
| (до гр. Бобов дол) III-602, 5,2 км, с. Горна Гращица ←                        | 8,7 | ← с. Горна Гращица, 5,2 км, III-602 (от 30,8 км на I-6)                   |